# Ervin Salianji
Ervin Salianji (ur. 16 stycznia 1988 w Tiranie) – deputowany do Zgromadzenia Albanii z ramienia Demokratycznej Partii Albanii.

## Życiorys
W wyborach 2017 uzyskał mandat deputowanego do albańskiego parlamentu z ramienia Demokratycznej Partii Albanii.